# Stéphane Lenormand
Stéphane Lenormand (...) è un politico francese. 
È stato Presidente del Consiglio territoriale di Saint-Pierre-et-Miquelon dal 24 ottobre 2017 al 13 ottobre 2020.